# Olivier Hirsch
Pour les articles homonymes, voir Hirsch.
Olivier Hirsch, né le 17 mars 1964 à Mazingarbe (Pas-de-Calais), est un entraîneur français de basket-ball.

## Biographie
Il assure la mise en place d’un centre de formation à Bourges
Il commence sa carrière d'entraîneur en tant qu'assistant de Vadim Kapranov au club de CJM Bourges. Il participe ainsi à l'aventure européenne de ce club qui est le premier club de sport collectif français à conserver un titre européen.
Devenu entraîneur en chef après le départ de l'entraîneur russe, il continue l'œuvre de son prédécesseur en atteignant la finale du Final Four de l'Euroligue 2000, mais surtout, il ajoute un troisième titre avec la victoire lors du Final Four 2001 de Messine aux dépens de l'autre grand club français, Valenciennes. « Je me souviens d’une défaite très douloureuse. C’était la finale d’Euroligue à Ružomberok. On a joué contre les locaux et on a perdu après prolongation. Nous étions extrêmement déçus. »
Il reste au club jusqu'au Final Four 2003 : celui-ci, bien que se déroulant à domicile dans la salle du Prado, est un échec pour le club qui ne termine qu'à la quatrième place. 
Il rejoint ensuite la ligue masculine en prenant la direction du club Saint-Quentin qui évolue en Pro B. 
En avril 2007, il annonce qu'il prendra la succession d'Hervé Coudray à la tête du club de Mondeville, celui-ci rejoignant le club de Valenciennes dont l'entraîneur Laurent Buffard rejoint le club russe de Iekaterinbourg.
En 2013, il rejoint le Roannais basket féminin en nationale 2 avec lequel il gagne l'accession en Nationale 1 en 2015.

## Club
- 1994-1998 : CJM Bourges (LFB, assistant de Vadim Kapranov)
- 1998-2003 : CJM Bourges (LFB)
- 2003-2007 : Saint-Quentin BB (Pro B)
- 2007-2009 : USO Mondeville (LFB)
- 2009-2010 : GET Vosges (NM1)
- 2010-2012 : ASMB Le Puy-en-Velay  (NM1)
- 2012-2013 : Union Dax-Gamarde-Goos (NM2)
- 2013-2023 : Roanne BF (NF1 puis LF2)
- 2023-2024 : AS Aulnoye-Aymeries (secteur amateur)
- 2023-2024 : AS Aulnoye-Aymeries (LF2)

## Palmarès

### Club
- National :
  - Championnat de France : 1995, 1996, 1997, 1998, 1999, 2000
  - Coupe de France : 1990, 1991
  - Tournoi de la Fédération : 1996, 1999, 2000, 2001.

- Européen (ce fut le premier club français tous sports confondus à conserver un titre européen) :
  -  Vainqueur de l’Euroligue: (3) 1997, 1998, 2001 ;
  - Finaliste de l’Euroligue: 2000 ;
  -  Coupe Ronchetti : 1995.

### Distinction personnelle
- Coach de l'année 2001